# روضة اقديم
روضة اقديم هي إحدى مناطق قطر تقع في بلدية الريان، أيضاً تنطق (روضة إكديم). في التعداد السكاني للعام 2015 وُضعت ضمن المنطقة 51؛ التي كان عدد تعدادها السكاني 56027 نسمة، والتي تشمل أبضاً مناطق: أزغوى، غرافة الريّان، السيج، بني هاجر، والثميد.
تحدّها من الجنوب منطقة بني هاجر، ومن الشرق غرافة الريّان ومن الشمال بلدية أم صلال. تعتبر من المناطق التي تشهد عملية التنمية ومشاريع البنية التحتية في قطر. توجد بها عدد من المدارس القطرية للبين والبنات وفرع للمدرسة البريطانية الدولية الخاصة والمدرسة اليابانية. في العام 2015 أفتتحت شركة الميرة للمواد الاستهلاكية فرعها رقم 47 بروضة اقديم. بلغت تكلفة مشروع الحزمة الثانية لمشروع تطوير الطرق والبنية التحتية في روضة اقديم 662.860.792 ريال قطري

## أصل التسمية
الاسم يتكون من شقين؛ الاوّل كلمة روضة وهي كلمة عربية تطلق على الأمكنة ذات الاخضرار الكثيف وفيها النباتات تكون مشبّعة بالماء، أما الشق الثاني وهو كلمة إقديم وهي لفظ بديل لكلمة قَدَم وأُطلق الاسم على المنطقة لان شكل خارطتها يشبه قَدّم الإنسان.

## معرض الصور

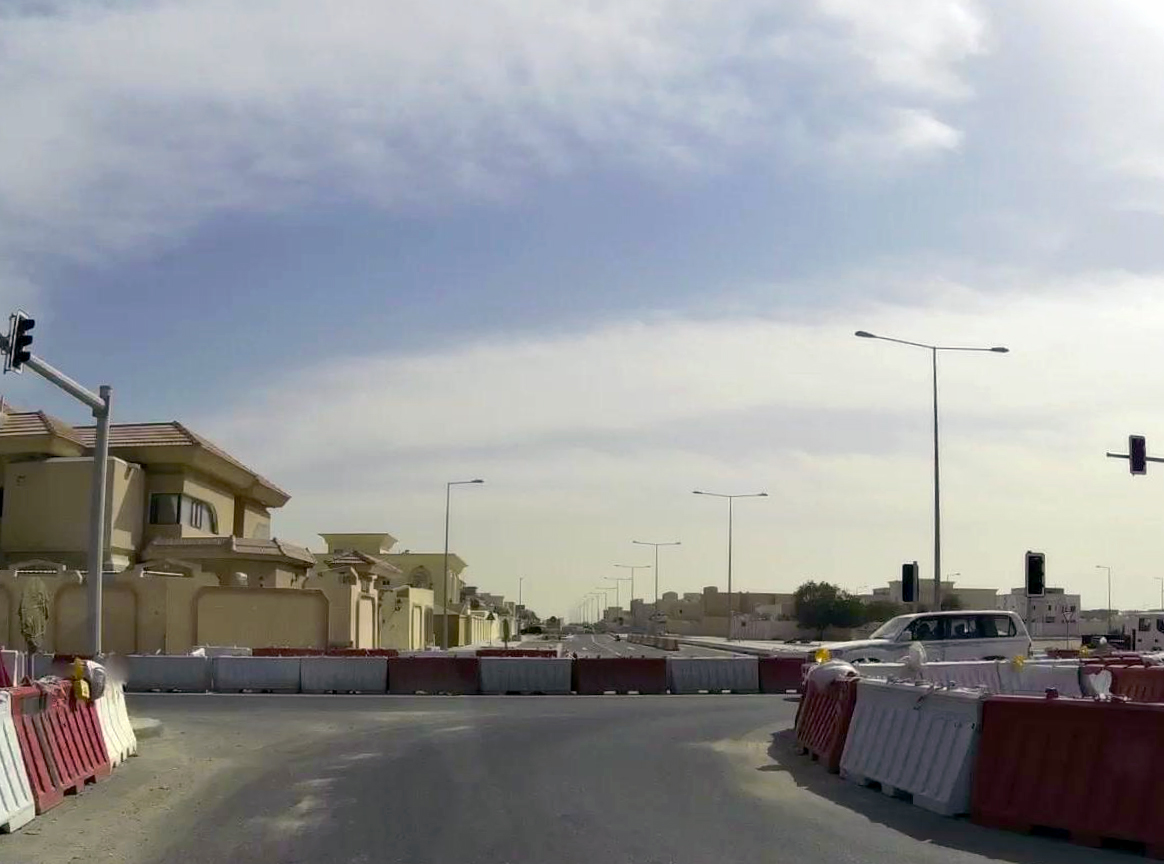
طريق قيد الانشاء في روضة اقديم